# Białusny Lasek
Białusny Lasek is een plaats in het Poolse district  Ostrołęcki, woiwodschap Mazovië. De plaats maakt deel uit van de gemeente Myszyniec en telt 347(2005 rok) inwoners.